# Torre del Conde (Isole Canarie)

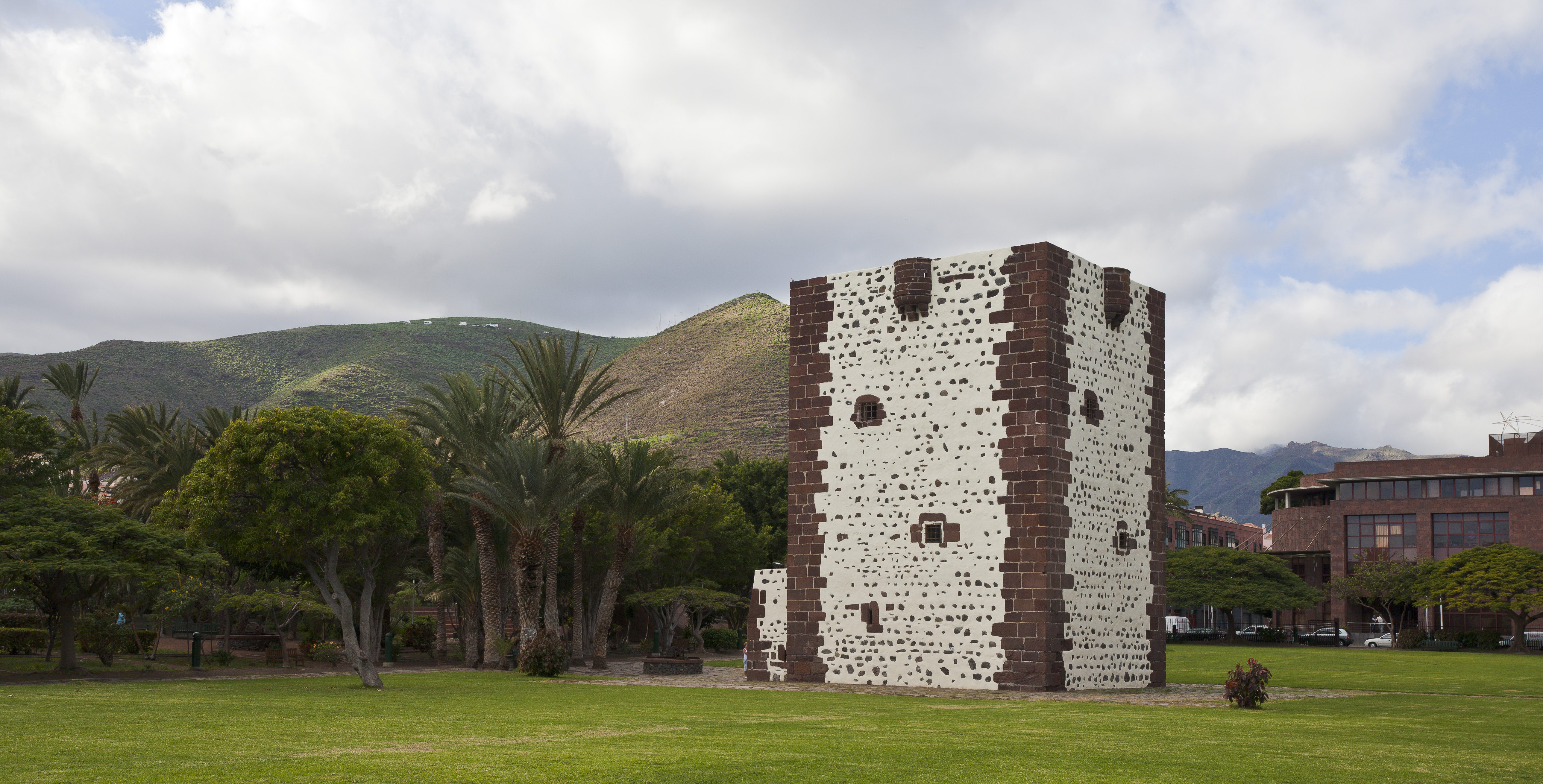
Torre del Conde

La Torre del Conde è una torre difensiva castigliana del secolo XV situata nella villa di San Sebastián de La Gomera (Canarie, Spagna). Si tratta di un'edificazione di tipo militare. La sua funzione era soprattutto di rappresentazione del potere signorile, e contava con la mancanza di armamento moderno per parte degli indigeni. Conferma questa teoria la sua ubicazione accanto al porto, a certa distanza dello stesso, l'assenza di postazioni per armi di fuoco e trovarsi a fondo di una valle.
È stata mandata a costruire dal Conte di La Gomera Hernán Peraza il Vecchio tra 1447 e 1450, e in essa si rifugiarono le élite signorili di La Gomera durante la Ribellione dei gomeros. Possibilmente in quella epoca fosse il centro di un gruppo più ampio di fortezze provvisorie o di minore entità.
Delle torri costruite durante la Conquista delle Canarie (Añazo, Gando, ecc.), è l'unica che si conserva fino ad oggi.
È di stile gotico tardivo, ha una forma prismatica, con 15 metri di altezza, e 40 metri di perimetro circa, con muri di due metri di spessore. Ha un calcime bianco, con conci di pietra rossa negli angoli. Ha l'onore di essere, almeno di quelle che abbiamo notizia, la costruzione medioevale (concretamente gótica) più meridionale.
Il suo impianto originale ha avuto varie riforme, con Jacome Pelearo Fratin e Leonardo Torriani. Alcuni dei suoi ospiti più illustri sono stati Cristoforo Colombo, Amerigo Vespucci e Hernán Cortés. È stato dichiarato Monumento Histórico Artístico il 13 Dicembre 1990. È stata dichiarata Bien de Interés Cultural secondo l'Orden del 2 luglio 1993.